# Sphenomorphus minutus
Espèce
Synonymes
- Lygosoma minuta Meyer, 1874
- Lygosoma comtum Roux, 1927
- Lygosoma minutum obtusirostrum De Jong, 1927
- Lygosoma minutum rotundirostrum De Jong, 1927

Sphenomorphus minutus est une espèce de sauriens de la famille des Scincidae.

## Répartition
Cette espèce est endémique d'Indonésie. Elle se rencontre dans les îles Yapen et en Nouvelle-Guinée occidentale. Sa présence est incertaine sur l'île de Morotai.

## Publication originale
- Meyer, 1874 : über die von ihm auf Neu-Guinea und den. Inseln Jobi, Mysore und Mafoor im Jahre 1873 gesammelten Amphibien.Monatsberichte der Königlichen Preußischen Akademie der Wissenschaften zu Berlin, vol. 1874, p. 128-140 (texte intégral).